# Кагранер-плац (станція метро)

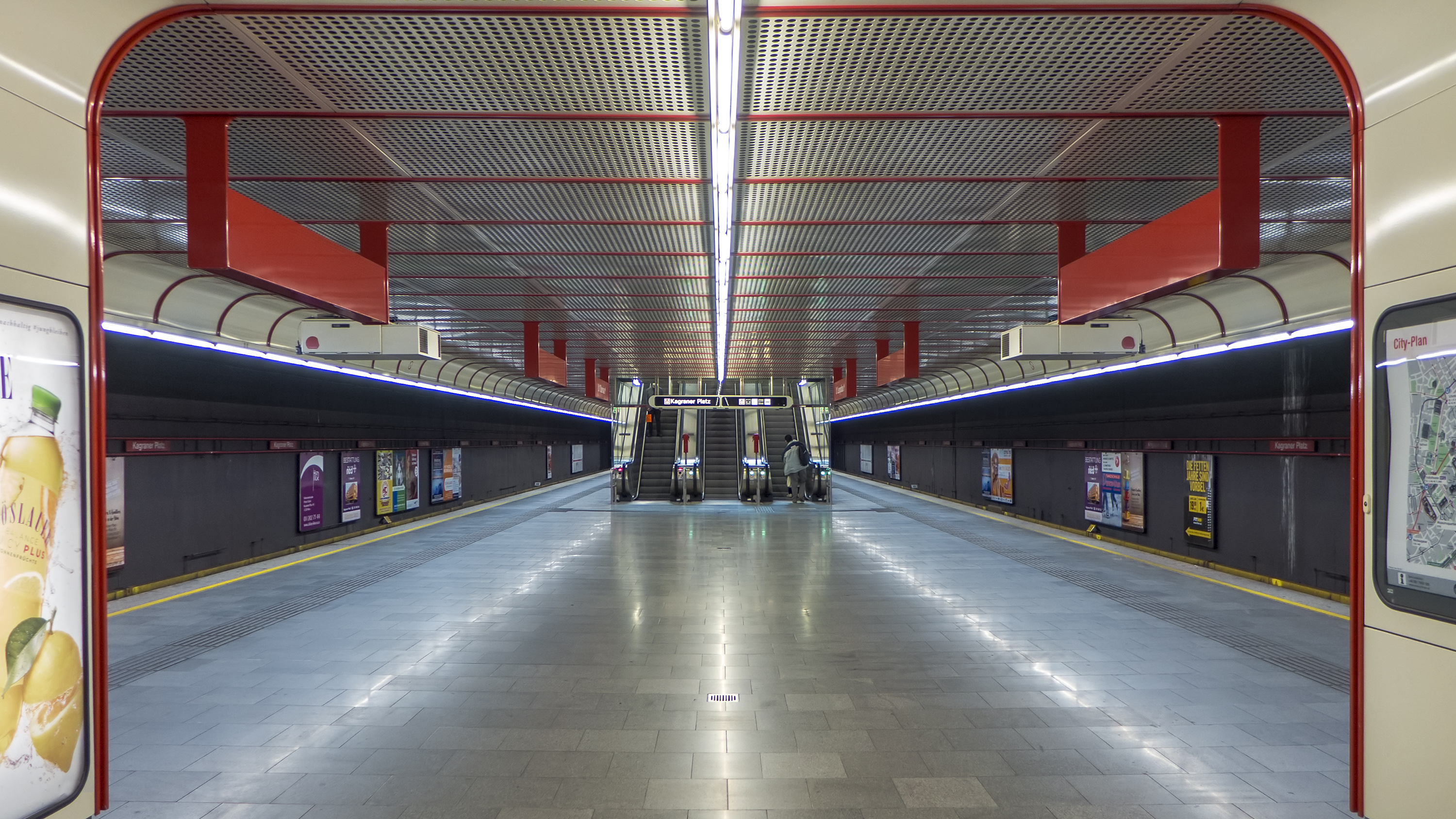
Платформи станції

48°15′02″ пн. ш. 16°26′37″ сх. д. / 48.2506° пн. ш. 16.4437° сх. д.
«Кагранер-плац» (нім. Kagraner Platz, в перекладі — Кагранська площа) — станція Віденського метрополітену, розміщена на лінії U1 між станціями «Кагран» та «Реннбан-вег». Відкрита 2 вересня 2006 року у складі дільниці «Кагран» — «Леопольдау».
Розташована в 22-му районі Відня (Донауштадт), під вулицею Ваграмер-штрасе, між Донауфельдер-штрасе і Донін-гассе.